# 캔털루프
캔털루프(영어: cantaloupe)는 멜론의 하나이다. 박과 식물의 종(Cucumis cantalupo Rchb., Melo cantalupa (Pangalo) Pangalo 등)이나 변종(Cucumis melo var. cantalupo Ser., C. m. var. cantalupensis Naudin, C. m. var. reticulatus Naudin 등)으로 여겨지기도 하지만, 분류학적 이·삼명이 적용되지 않는 재배종으로 여겨지는 경우가 더 많다.

## 사진

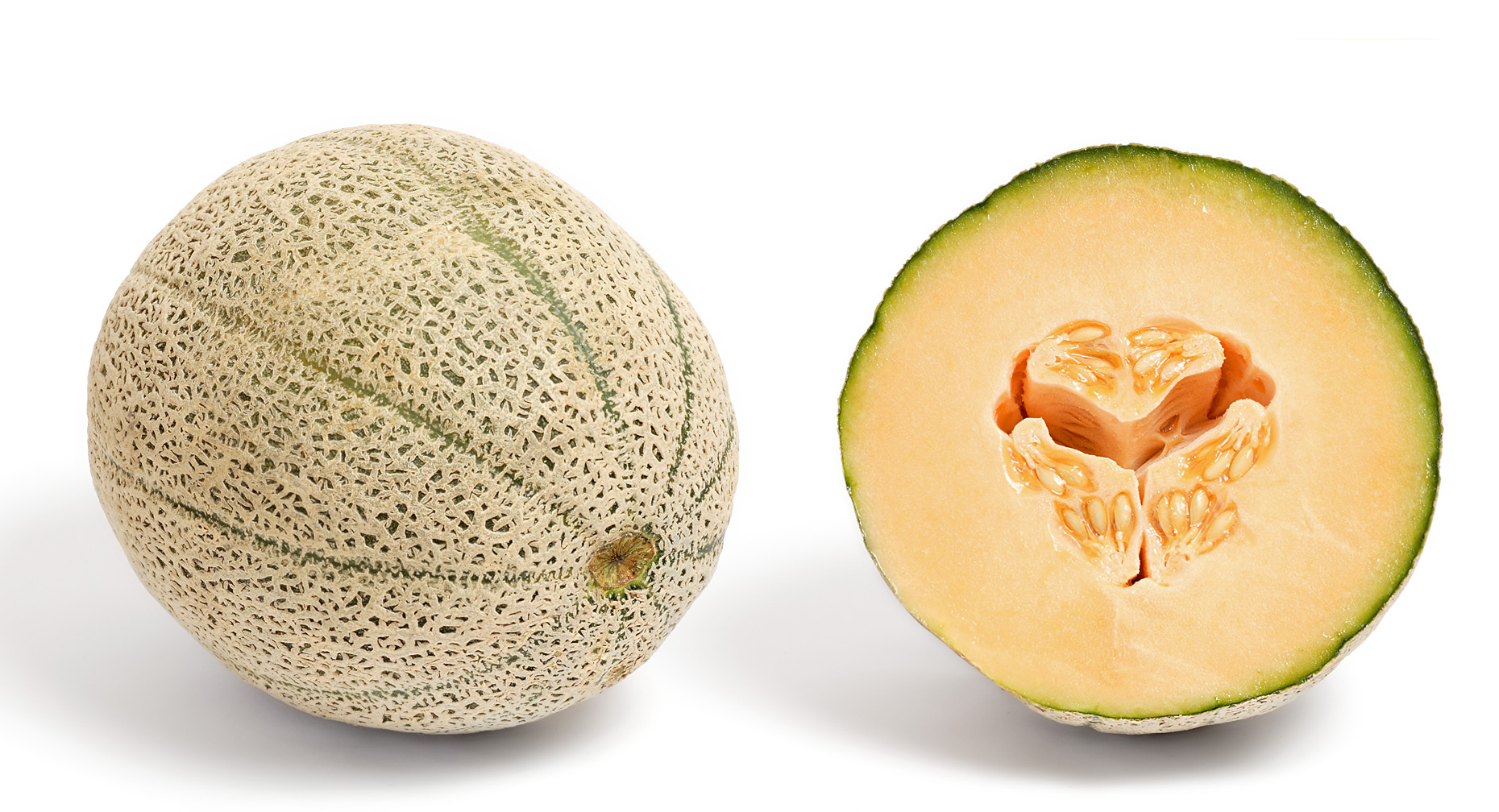
단면

## 같이 보기
- 참외
- 하미과